# Lovrenc Košir

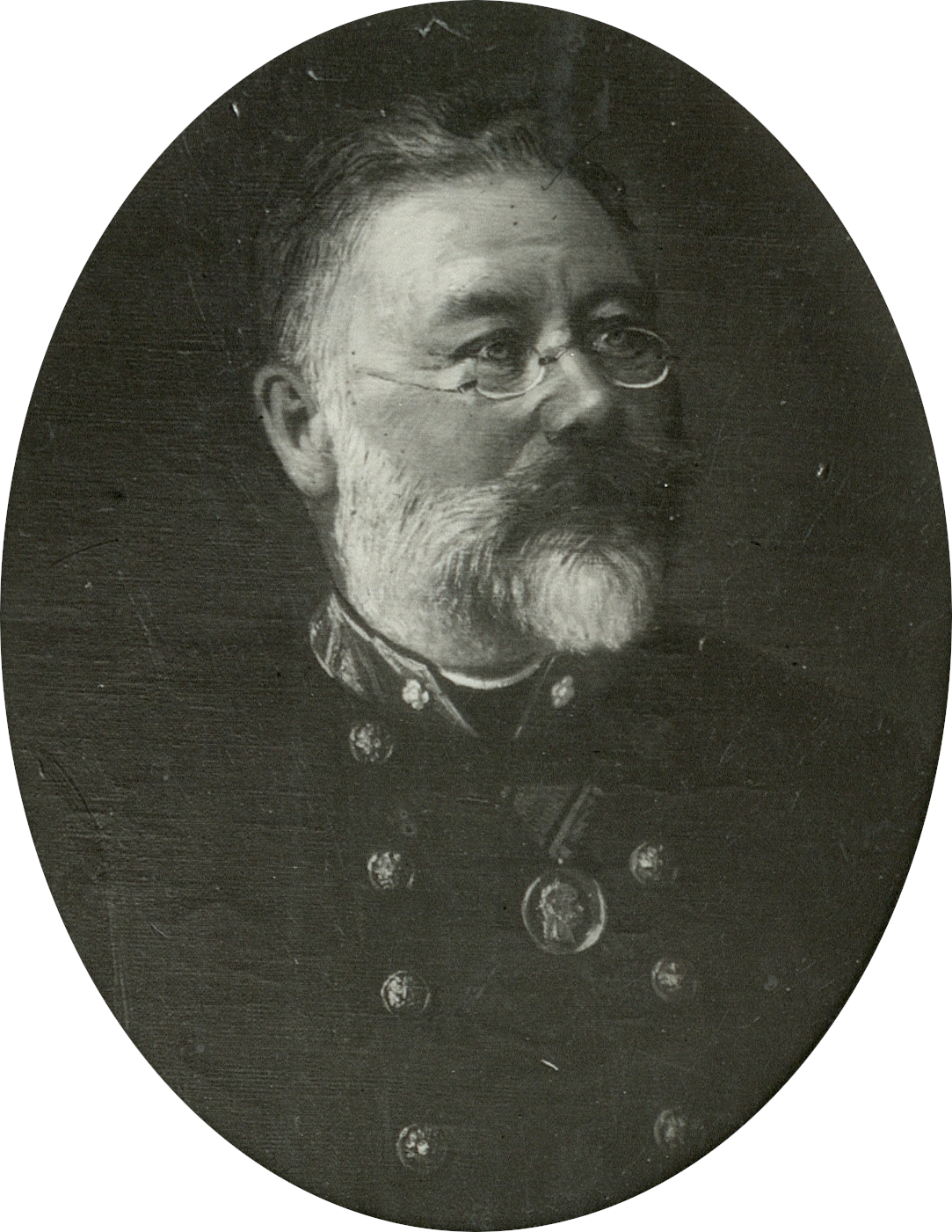
Lovrenc Košir

Lovrenc Košir (Spodnja Lusa, 29 juli 1804 – Wenen, 7 augustus 1879), ook Lorenz Koschier genoemd, kwam uit Ljubljana. Samen met Rowland Hill en James Chalmers wordt hij gezien als de uitvinder van de postzegel. 
In 1835, vijf jaar voor de invoering van de eerste postzegel ter wereld in Engeland, maakte Lovrenc Košir een voorstel tot invoering van een klevende portozegel bij het handelsministerie van Wenen. Deze gepressten Papieroblate, zoals hij ze noemde, zijn nu bekend als onze postzegel. Hoewel het voorstel werd uitgeprobeerd, werd het allereerst toch verworpen. 
Lovrenc Košir werd in Joegoslavië op meerdere bijzondere zegels vereeuwigd. In 1948 werd een vierdelige serie uitgebracht met zijn beeltenis, en in datzelfde jaar nog een serie rond zijn persoon. Het meest bijzondere aan deze zegels is de tekst op het scheurvel van de zegels, waar in het Servo-Kroatisch en Frans een tekst stond, over de verdienste van Lovrenc Košir en zijn invoering van de postzegel.
Slovenië wijdde in 2004 een postzegel aan hem.